# Bắc Giang
Bắc Giang è una città del Vietnam, capoluogo della provincia di Bac Giang. Il nome della città significa "a nord del fiume".
Si trova a circa 50 chilometri dalla capitale Hanoi su una serie di vie commerciali nazionali ed internazionali che la collegano con la città di Lạng Sơn e la frontiera cinese a Đồng Đăng. La città è attraversata dal fiume Thương che scorre in direzione di Haiphong.
Anche se il toponimo Bắc Giang risale al XV secolo, la città venne fondata ufficialmente solo dopo la fine della guerra d'Indocina.